# Albert Sercu
Albert Sercu, född den 26 januari 1918 i Bornem, död den 24 augusti 1978 i Roeselare, var en belgisk tävlingscyklist som var prrofessionell från 1939 till 1952. På landsväg är hans främsta meriter segern i Omloop Het Volk 1947 samt andraplatserna i linjelopp vid Världsmästerskapen i landsvägscykling 1947 och Flandern runt 1943 och 1945. På bana blev han europamästare i madison i par med Valère Ollivier 1951. 
Albert Sercu var far till Patrick Sercu.

## Meriter

### Landsväg
| 1939 Vinnare av Flandern runt för amatörer 6:a totalt i Tour du Nord 1941 3:a i Kampioenschap van Vlaanderen 1942 2:a i linjelopp vid Belgiska mästerskapen 1943 2:a i Flandern runt 5:a i Paris–Roubaix 5:a i Paris–Reims 8:a i Paris–Dijon 10:a i Scheldeprijs 1944 5:a i Omloop der Vlaamse Gewesten 7:a totalt i Omloop van België 1945 2:a i Flandern runt 2:a i GP Stad Vilvoorde 2:a i Omloop van België 3:a i Bryssel–Ingooigem 4:a i Elfstedenronde 5:a i linjelopp vid Belgiska mästerskapen 7:a i La Flèche Wallonne 8:a i Nationale Sluitingsprijs 9:a i Paris–Tours | 1946 Vinnare av Omloop van het Houtland Torhout Vinnare av Omloop van de Westkust 2:a i Kampioenschap van Vlaanderen 2:a i Elfstedenronde 4:a i Flandern runt 4:a totalt i Belgien runt Vinnare av etapperna 4 och 6 1947 Vinnare av Omloop Het Volk Vinnare av Dwars door België Vinnare av GP Stad Vilvoorde Vinnare av Grand Prix Jules Lowie 2:a i linjelopp vid Världsmästerskapen 2:a i Scheldeprijs 3:a i Paris–Tours 4:a i Kampioenschap van Vlaanderen 4:a totalt i Belgien runt Vinnare av etapperna 1 och 3 9:a i Milano-Sanremo 1948 Vinnare av Omloop der Vlaamse Gewesten 2:a i Paris–Bryssel 1950 3:a i Omloop van het Houtland 7:a i Kampioenschap van Vlaanderen |

### Bana
1946/1947
3:a i Gents sexdagars med Camiel Dekuysscher
1947/1948
3:a i Gents sexdagars med Fernand Spelte
1950/1951
 Europamästare i madison med Valère Ollivier